# Lijst van personen uit Riga
Dit is een lijst van personen geboren in Riga, de hoofdstad van Letland. Het geeft een (incompleet) chronologisch overzicht van alle personen die in de stad geboren zijn en een artikel op de Nederlandstalige Wikipedia hebben.

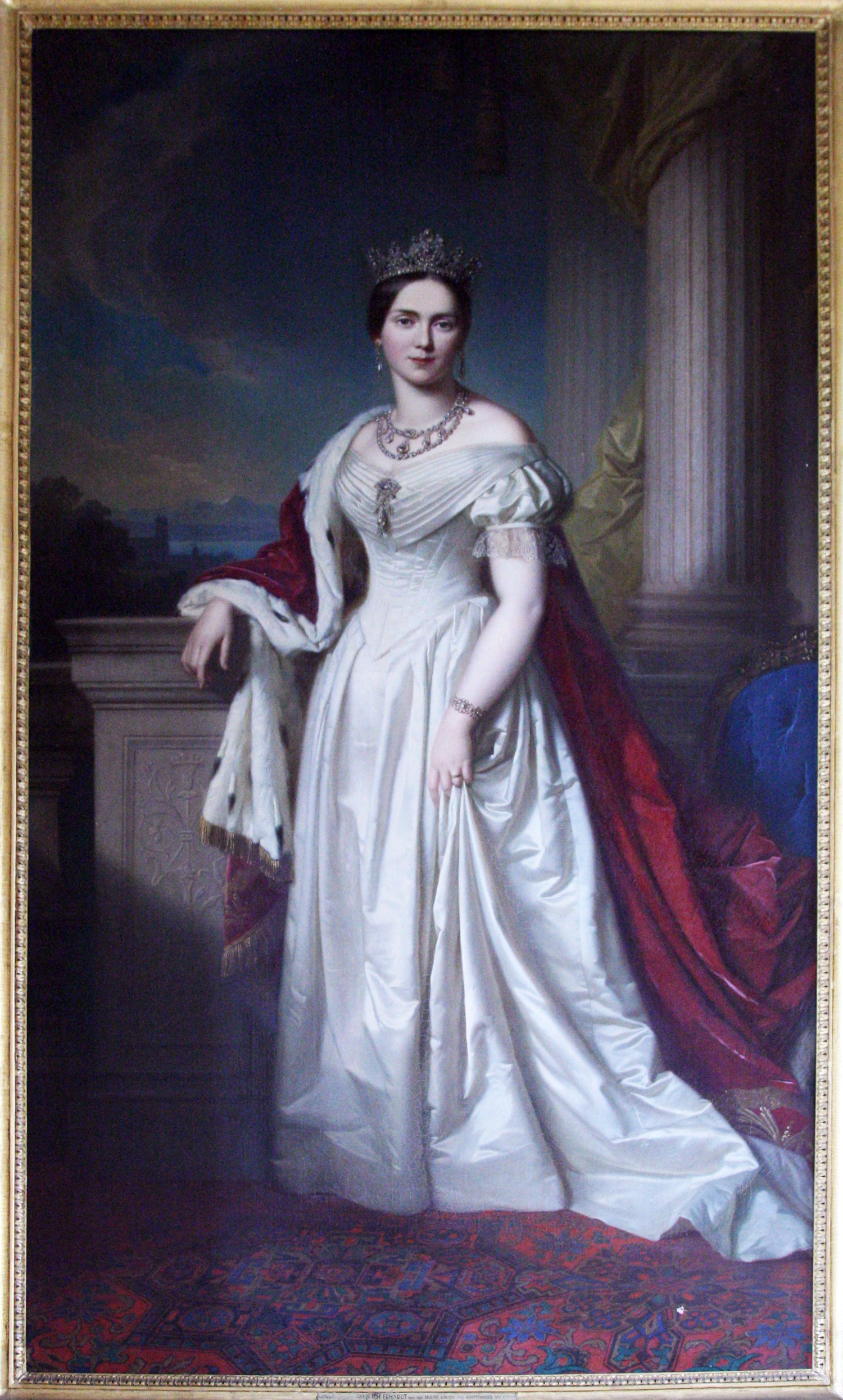
Hertogin Pauline van Württemberg (1800-1873)

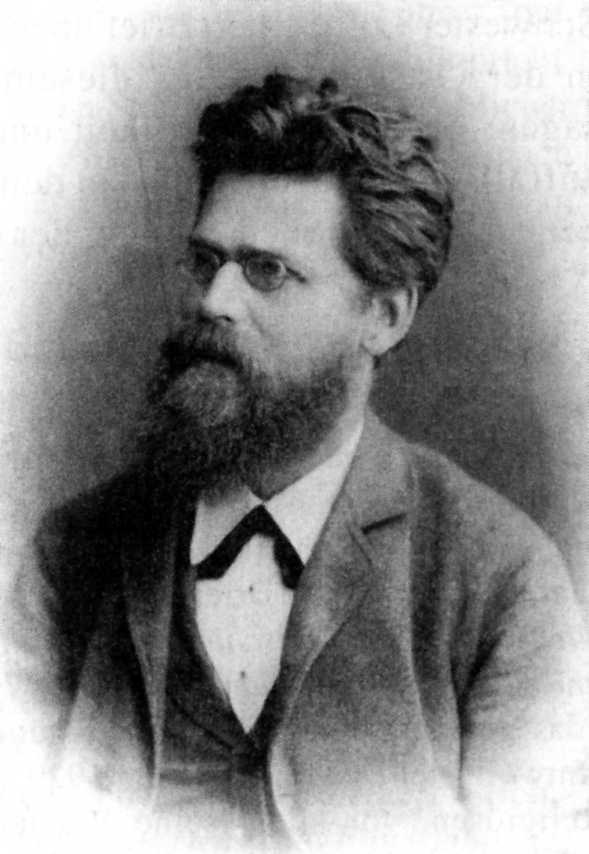
Historicus Otto Seeck (1850-1921)

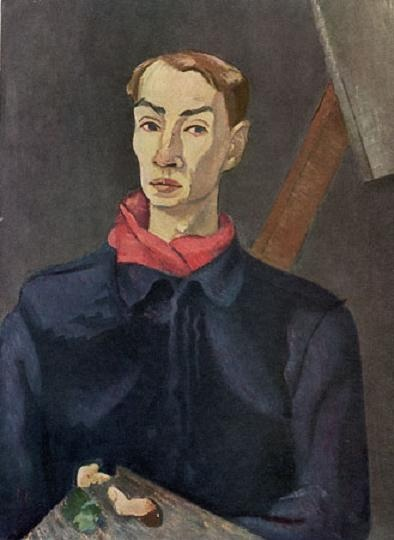
Kunstschilder Jēkabs Kazaks (1895-1920)

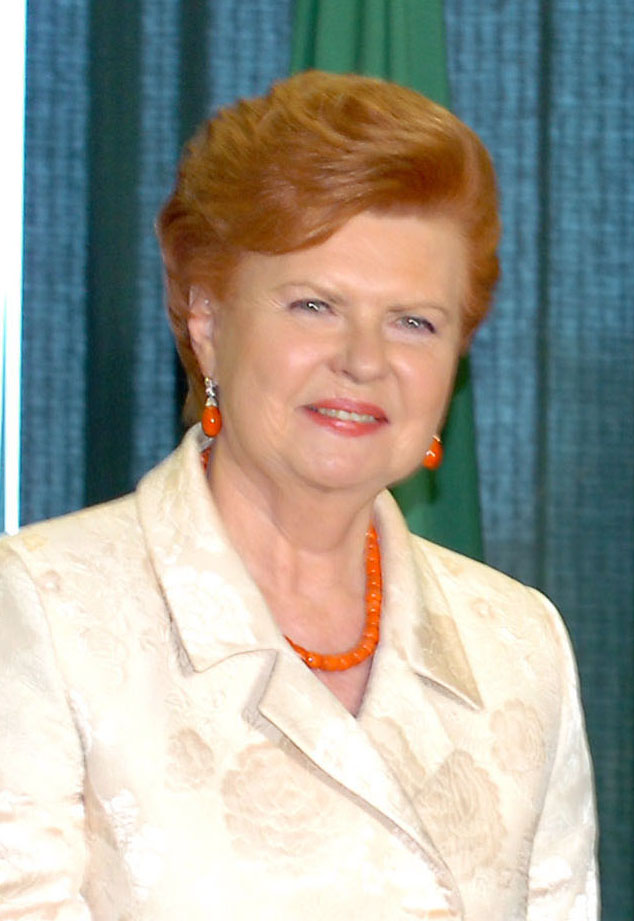
Politica Vaira Vīķe-Freiberga (1937)

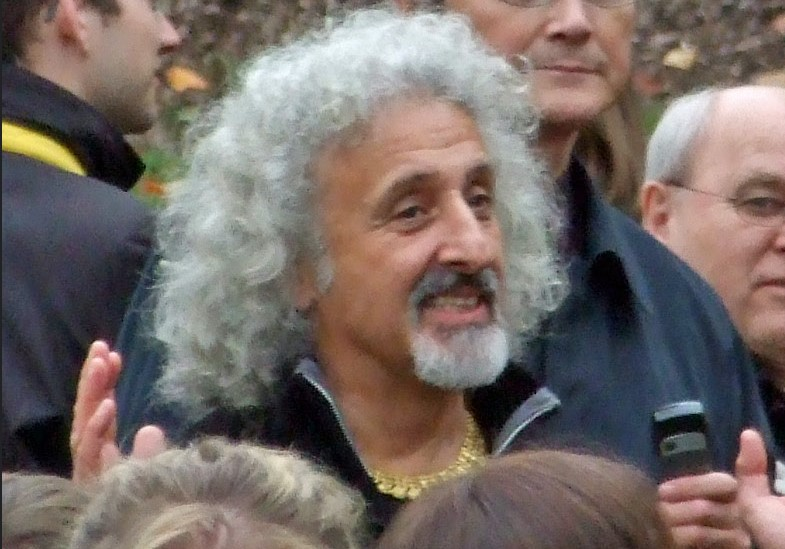
Cellist Mischa Maisky (1948)

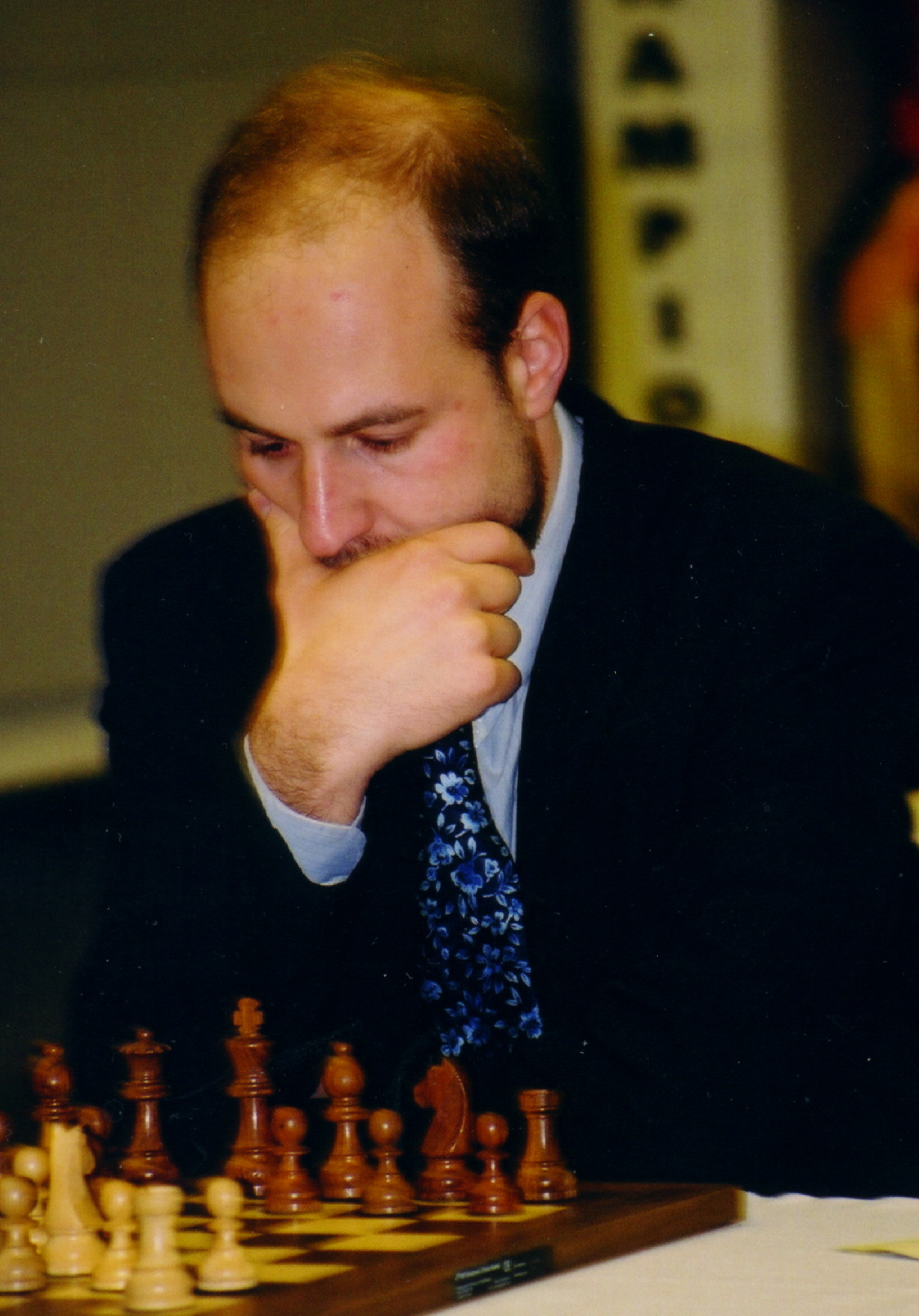
Schaker Alexander Shabalov (1967)

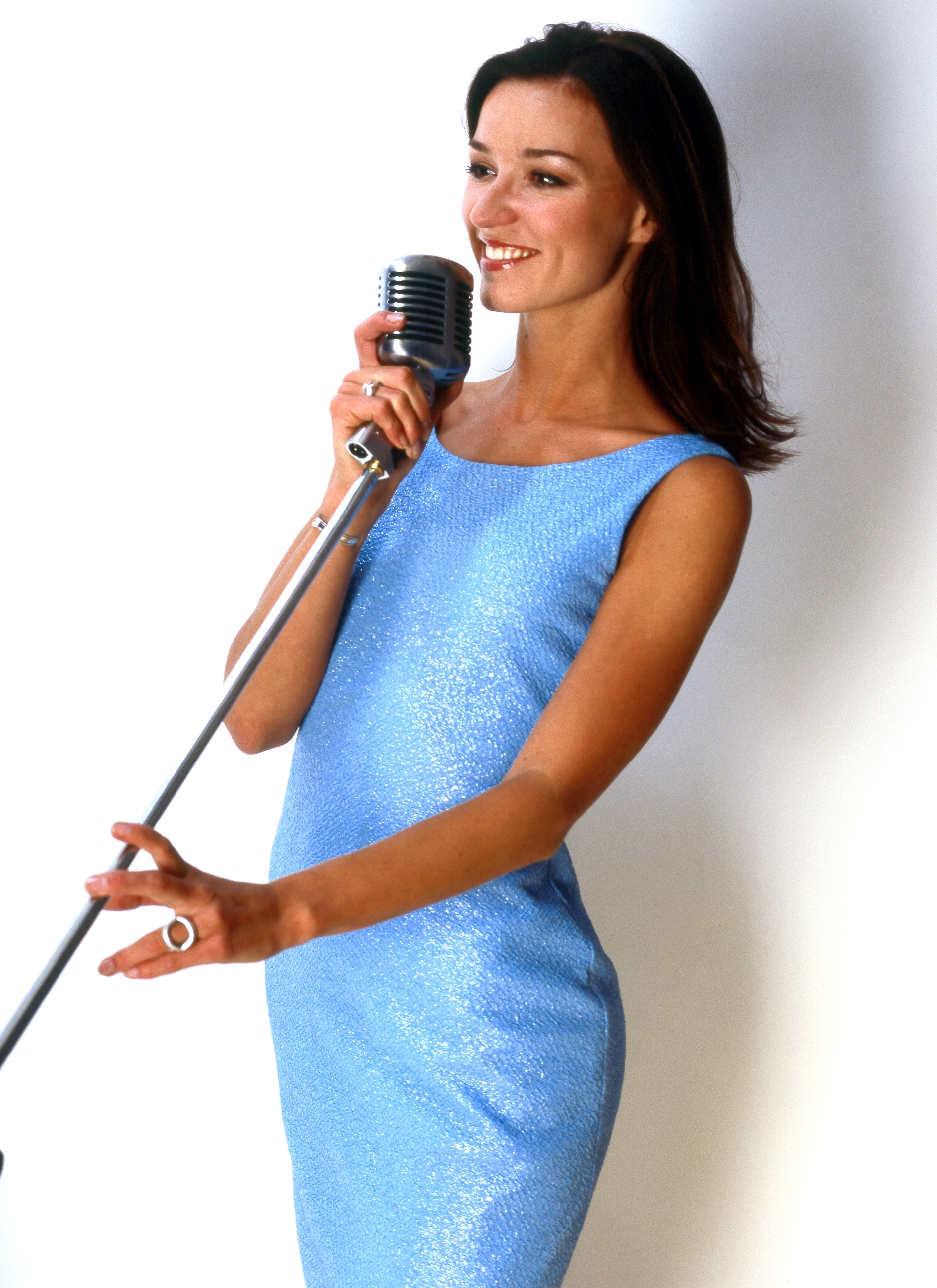
Zangeres Marie N (1973)

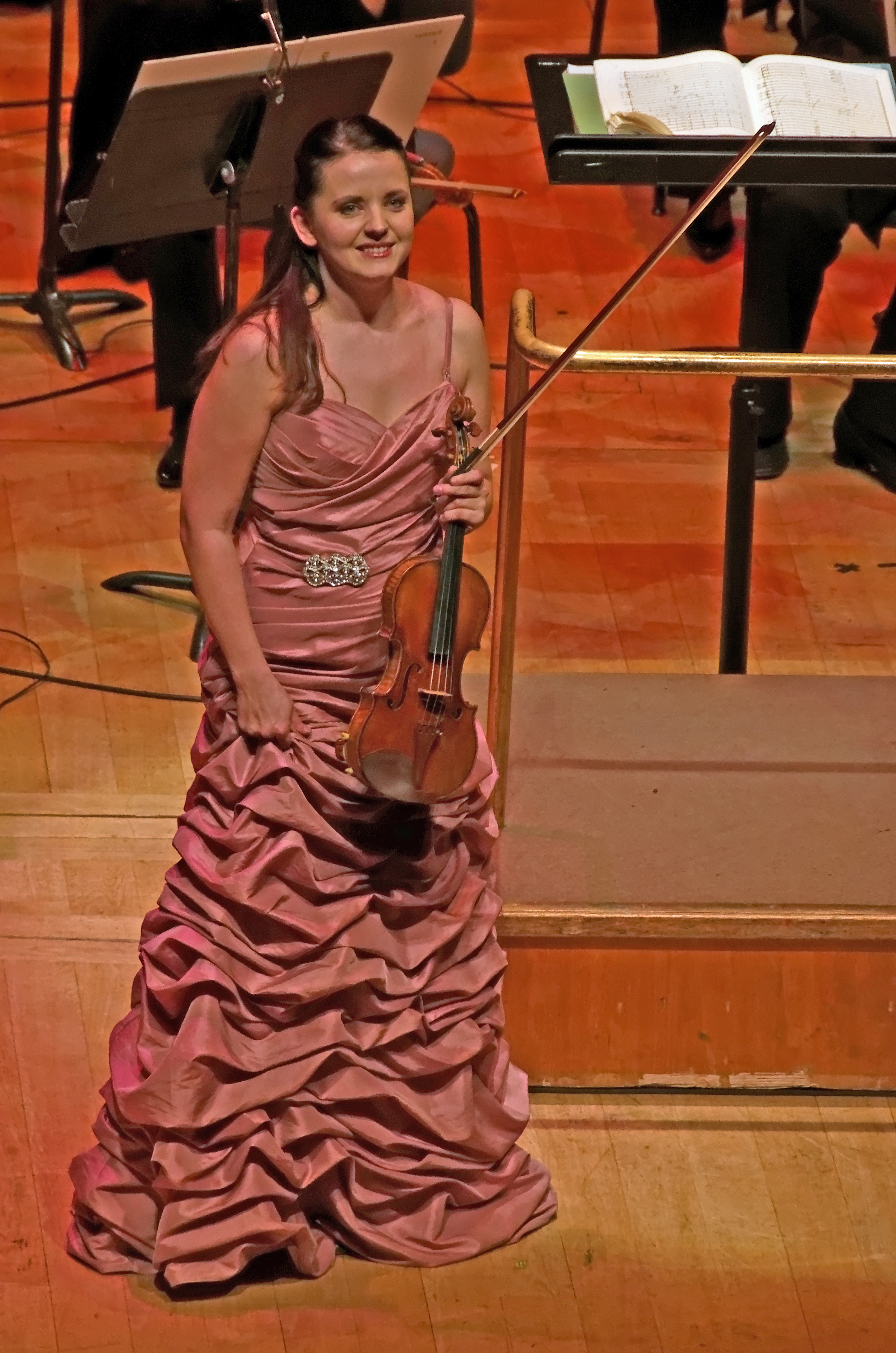
Violiste Baiba Skride (1981)

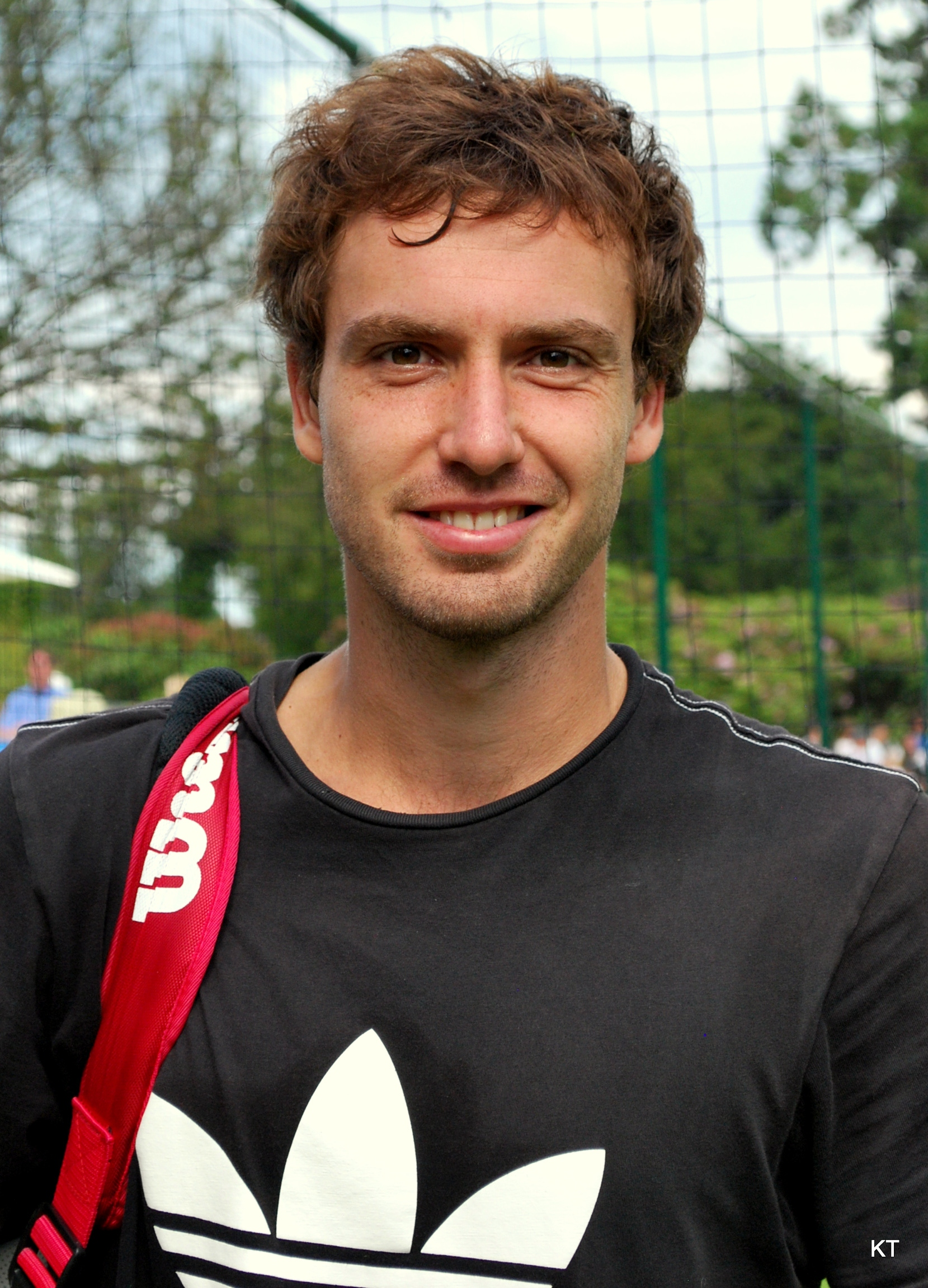
Tennisser Ernests Gulbis (1988)

## Geboren in Riga

### Voor 1850
- Johann Anton Güldenstädt (1745-1781), Russisch natuuronderzoeker en ontdekkingsreiziger van Baltisch-Duitse afkomst
- Barbara Juliana von Krüdener (1764-1824), Duits barones, mystica en schrijfster
- Peter von Meyendorff (1796-1863), Russisch diplomaat
- Pauline van Württemberg (1800-1873), hertogin van Württemberg
- Kristjan Jaak Peterson (1801-1822), Estisch dichter
- Frederik Willem van Württemberg (1802-1881), hertog van Württemberg
- Hamilkar von Fölkersahm (1811-1856), voorvechter voor de rechten van de boeren
- Julie Hausmann (1826-1901), Baltisch-Duits dichteres
- Georg August Schweinfurth (1836-1925), Duits botanicus en ontdekkingsreiziger
- Ernst von Bergmann (1836-1907), hoogleraar chirurgie in Dorpat
- Carl Friedrich Glasenapp (1847-1915), Wagnerkenner en stichter van een Wagnerbibliotheek

### 1850-1899
- Otto Seeck (1850-1921), Duits historicus
- Wilhelm Ostwald (1853-1932), Duits chemicus en Nobelprijswinnaar (1909)
- Vsevolod Roednev (1855-1913), Russisch admiraal
- Theodor Molien (1861-1941), Duits wiskundige
- Manfred Kyber (1880-1933), Duits schrijver, toneelschrijver, dichter, criticus en vertaler
- Nico Gunzburg (1882-1984), Belgisch rechtsgeleerde en activist
- Nicolai Hartmann (1882-1950), Duits filosoof
- Aaron Nimzowitsch (1886-1935), Lets-Deens schaker
- Vera Moechina (1889-1953), Russisch beeldhouwster
- Maria Skobtsova (1891-1945), Russisch dichteres, non en verzetsstrijdster
- Werner Bergengruen (1892-1964), Duits journalist en schrijver
- Eduard Berzin (1894-1945), tsjekist
- Jēkabs Kazaks (1895-1920), kunstschilder
- Irina Odojevtseva (1895-1990), Russisch schrijfster en dichteres
- Sergej Eisenstein (1898-1948), Russisch filmregisseur

### 1900-1919
- Henry Stolow (1901-1971), postzegelhandelaar
- Jutta Balk (1902-1987), Lets-Duits kunstenaar en poppenmaker
- Isaiah Berlin (1909-1997), Brits politiek filosoof
- Heinz Erhardt (1909-1979), Duits komiek, acteur en dichter
- Kārlis Padegs (1911-1940), kunstschilder
- Wolfgang Lüth (1913-1945), Duits duikbootkapitein
- Hans-Diedrich von Tiesenhausen (1913-2000), Duits-Canadees duikbootkapitein en fotograaf
- Lipman Bers (1914-1993), Amerikaans wiskundige

### 1920-1939
- Marger Vestermanis (1925), historicus
- Gil Kane (1926-2000), Amerikaans striptekenaar
- Juris Hartmanis (1928-2022), informaticus
- Michail Tal (1936-1992), schaker
- Cēzars Ozers (1937-2023), basketbalspeler
- Vaira Vīķe-Freiberga (1937), president van Letland (1999-2007)
- Guntis Ulmanis (1939), president van Letland (1993-1999)

### 1940-1949
- Andris Andreiko (1942-1976), dammer
- Rutanya Alda (1942), Lets-Amerikaans actrice
- Mariss Jansons (1943), dirigent
- Dzintra Grundmane (1944-2024), basketbalspeelster
- Lev Gutman (1945), Duits schaker
- Philipp Hirshhorn (1946-1996), violist
- Gidon Kremer (1947), violist en dirigent
- Pēteris Plakidis (1947), pianist en componist
- Mikhail Baryshnikov (1948), Amerikaans balletdanser, filmacteur en choreograaf
- Mischa Maisky (1948), cellist
- Anatoli Solovjov (1948), Russisch kosmonaut
- Pjotr Vajl (1949-2009), Russisch journalist en essayist

### 1950-1959
- Elya Baskin (1950), acteur
- Ivars Godmanis (1951), politicus
- Dina Joffe (1952), pianiste
- Anita Ušacka (1952), rechter en hoogleraar
- Valdis Zatlers (1955), president van Letland (2007-2011) en arts
- Guntars Krasts (1957), politicus
- Roberts Zīle (1958), politicus

### 1960-1969
- Pjotr Oegroemov (1961), wielrenner
- Alek Wojtkiewicz (1963-2006), Litouws-Pools schaker
- Aigars Kalvītis (1966), politicus
- Alexander Shabalov (1967), Lets-Amerikaans schaker
- Marina Trandenkova (1967), Russisch sprintster
- Guntis Valneris (1967), dammer

### 1970-1979
- Oleg Artemjev (1970), Russisch kosmonaut
- Vitālijs Astafjevs (1971), voetballer
- Valdis Dombrovskis (1971), politicus
- Andris Reinholds (1971), roeier
- Ilonda Lūse (1972), langebaanschaatsster
- Aleksej Sjirov (1972), Lets-Spaans schaker
- Marie N (1973), zangeres
- Tania Russof (1974), pornoster
- Aleksandrs Koļinko (1975), Lets voetballer
- Elīna Garanča (1976), mezzosopraan
- Daniël Fridman (1976), Duits schaker
- Raivis Belohvoščiks (1976), wielrenner
- Jeļena Prokopčuka (1976), middellange- en langeafstandsloopster
- Herberts Vasiļjevs (1976), ijshockeyer
- Inguna Minusa (1977), beachvolleyballer
- Andris Nelsons (1978), dirigent
- Mārtiņš Rubenis (1978), rodelaar
- Igors Vihrovs (1978), gymnast

### 1980-1989
- Vadims Direktorenko (1981), voetbalscheidsrechter
- Tomass Dukurs (1981), skeletonracer
- Kaspars Gorkšs (1981), voetballer
- Baiba Skride (1981), violiste
- Aleksejs Saramotins (1982), wielrenner
- Vadims Vasiļevskis (1982), speerwerper
- Līga Dekmeijere (1983), tennisster
- Aleksandrs Anufrijevs (1984), voetbalscheidsrechter
- Martins Dukurs (1984), skeletonracer
- Vic Anselmo (1985), zangeres
- Vadim Demidov (1985), Noors voetballer
- Mārtiņš Pļaviņš (1985), beachvolleyballer
- Aleksandrs Samoilovs (1985), beachvolleyballer
- Haralds Silovs (1986), langebaanschaatser en shorttracker
- Vitālijs Spasjoņņikovs (1986), voetbalscheidsrechter
- Roberts Rode (1987), alpineskiër
- Harald Schlegelmilch (1987), autocoureur
- Ernests Gulbis (1988), tennisser
- Olga Zadvornova (1988), kunstschaatsster
- Renārs Rode (1989), voetballer

### 1990-1999
- Kaspars Dubra (1990), voetballer
- Vitālijs Maksimenko (1990), voetballer o.a. VVV-Venlo
- Zigismunds Sirmais (1992), speerwerper
- Kristaps Zvejnieks (1992), alpineskiër
- Lija Laizāne (1993), wielrenster
- Aminata Savadogo (1993), zangeres
- Gabriela Ņikitina (1994), zwemster
- Valērijs Šabala (1994), voetballer o.a. Club Brugge
- Jeļena Ostapenko (1997), tennisster
- Tina Graudina (1998), beachvolleyballer
- Šarlote Lēnmane (1998), zangeres
- Roberts Uldriķis (1998), voetballer o.a. SC Cambuur

### 2000-2009
- Dārta Zunte (2000), skeletonster
- Reinis Bērziņš (2001), shorttracker